# Laurin & Klement T

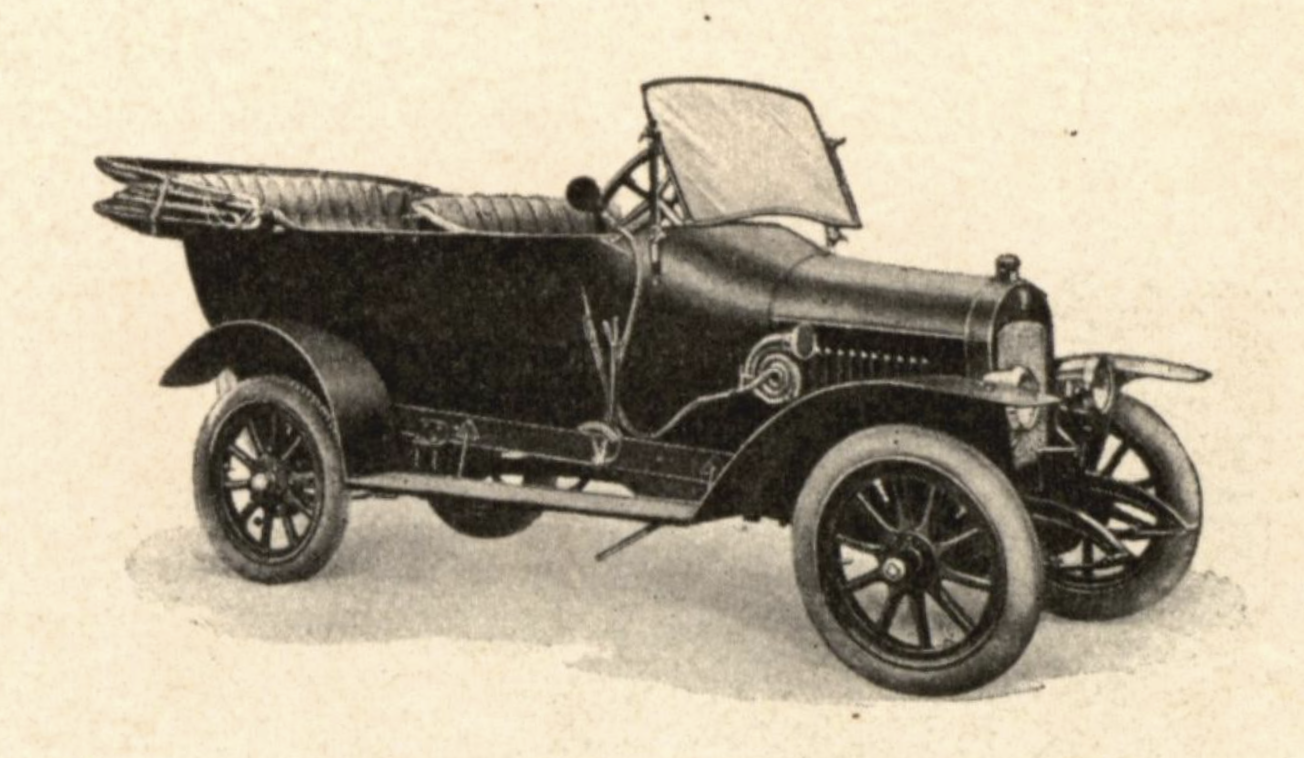
Laurin & Klement T

Der Laurin & Klement T mit der Bezeichnung 5/12 HP war ein verbesserter Nachfolger des Laurin & Klement BS. Der PKW kam 1910 heraus.
Der wassergekühlte, seitengesteuerte Viertakt-Motor mit L-Kopf hatte einen Hubraum von 1199 cm³ und eine Leistung von 16 PS (12 kW). Er beschleunigte das ca. 500 kg schwere Fahrzeug bis auf 55 – 60 km/h. Über das separate Getriebe und eine Kardanwelle wurde die Antriebskraft an die Hinterräder weitergeleitet. Der Rahmen des Wagens bestand aus genieteten Stahl-U-Profilen.
Dieses Modell wurde ausschließlich als Fahrgestell zum Aufbau fremder Karosserien geliefert. Insgesamt wurden 101 Fahrzeuge hergestellt und zusätzlich 1 Exemplar vom Typ Ta.

## Quelle
- Fahrzeughistorie von Skoda.de
- Legenden von Skoda.de